# هاكان
هاكان لقب وضع للملوك في الدولة التركية والمغولية. كما تنطق بالهاغان في بعض اللغات التركية والمغول يسمونه خاقان. وهو ولفظ خان مشتقان.